# NGC 7829
NGC 7829 (другие обозначения — PGC 488, MCG -2-1-24, VV 272, ARP 144) — линзовидная галактика морфологического класса S0 в созвездии Кит. Находится на расстоянии около 258 миллионов световых лет от Млечного Пути, обладает диаметром около 75000 световых лет. Вместе с галактикой NGC 7828 образует пару Arp 144.
Хэлтон Арп разделил объекты в своем каталоге только по морфологическим критериям. NGC 7829 относится к классу эллиптических галактик с истечением вещества.
Галактику в 1886 году открыл Фрэнк Ливенворт.
Этот объект входит в число перечисленных в оригинальной редакции «Нового общего каталога».